# Centrum Rafinacji Paraguaná

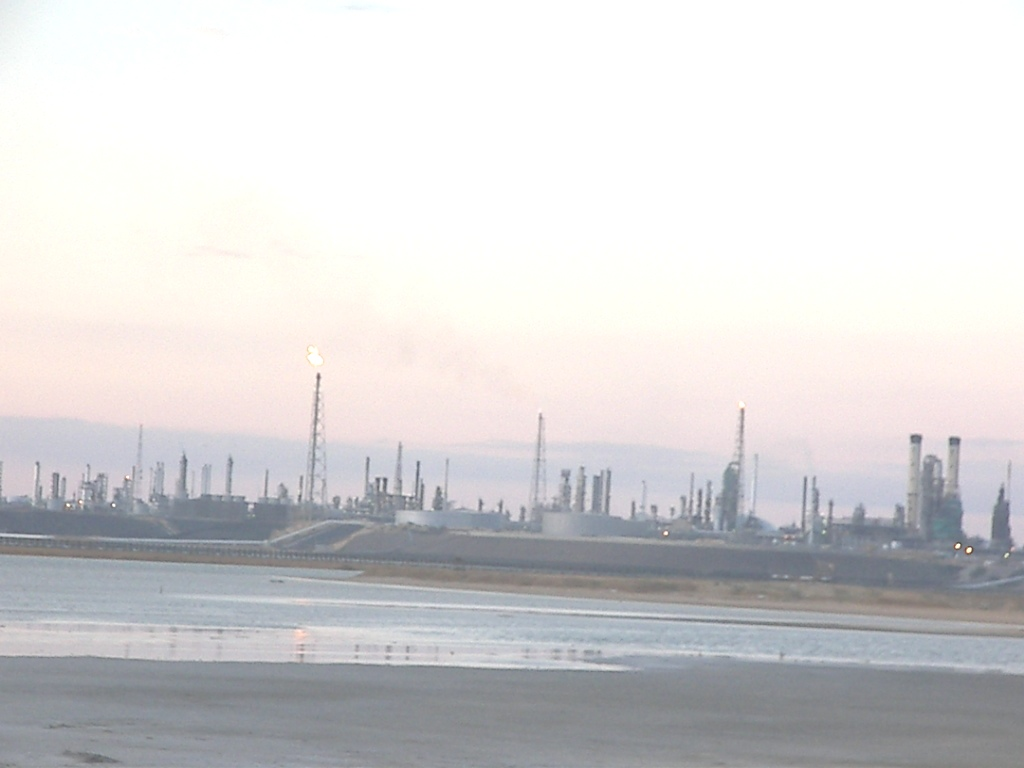
Rafineria Amuay

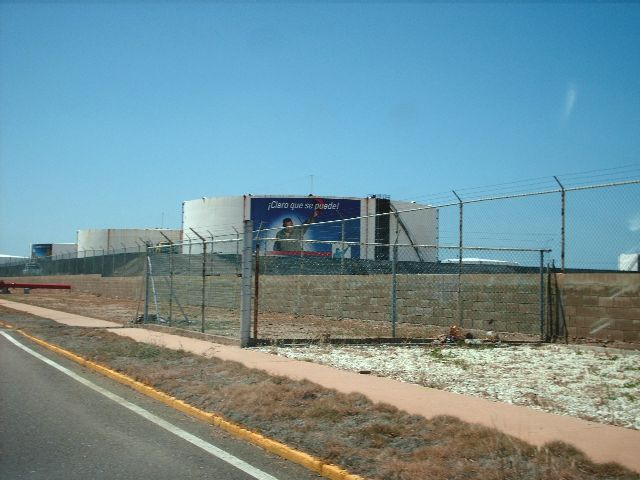
Rafineria Amuay

Centrum Rafinacji Paraguaná (hiszp. Centro de Refinación de Paraguaná) – kompleks rafinerii ropy naftowej w Wenezueli w stanie Falcón na półwyspie Paraguaná, obejmujący rafinerie Amuay, Cardón i Bajo Grande. Posiada zdolność rafinacji 940 tys. baryłek dziennie. Jego właścicielem jest państwowa spółka Petróleos de Venezuela.

## Historia
Rafineria Cardón rozpoczęła działalność w 1949 roku, rafineria Amuay w 1950 roku, a rafineria Bajo Grande w 1956. W 1997 roku połączono je w jeden kompleks – Centrum Rafinacji Paraguaná.

## Wybuch gazu w 2012
Do wybuchu gazu doszło w rafinerii Amuay 24 sierpnia 2012, w nocy o godz. 1. Na skutek pożaru zginęło co najmniej 39 osób, a 86 osób zostało rannych, wśród ofiar znalazł się 10-letni chłopiec i 18 żołnierzy Gwardii Narodowej. Przyczyny katastrofy nie zostały poznane.